# ヌーノ・ダ・コスタ
ヌーノ・ダ・コスタ（Nuno da Costa, 1991年2月10日 - ）は、カーボベルデ出身のサッカー選手。ポジションはFW。元カーボベルデ代表。

## 経歴

### クラブ歴
2020年10月5日、ジュピラー・プロ・リーグのロイヤル・エクセル・ムスクロンに期限付き移籍。
2021年8月31日、リーグ・ドゥのSMカーンへ期限付き移籍した。
2022年8月5日、AJオセールに移籍。

### 代表歴
アフリカネイションズカップ2017予選を戦うカーボベルデ代表に召集され、2016年6月4日のサントメ・プリンシペ代表戦でA代表デビューを飾る。

### 個人成績
| 通算試合 | 年月日       | 開催都市 | スタジアム                                     | 対戦相手             | 得点状況 | 結果 | 試合                               |
| -------- | ------------ | -------- | ---------------------------------------------- | -------------------- | -------- | ---- | ---------------------------------- |
| 1.       | 2016年6月4日 | サントメ | エスタジオ・ナシオナル・ドーゼ・デ・ジューリョ | サントメ・プリンシペ | 2–0      | 2–1  | アフリカネイションズカップ2017予選 |